# Casola in Lunigiana
Casola in Lunigiana település Olaszországban, Massa-Carrara megyében. Lakosainak száma 947 fő (2023. január 1.). Casola in Lunigiana Fivizzano, Sillano Giuncugnano és Minucciano községekkel határos.

## Népesség
A település népességének változása:
| Lakosok száma | 1011 | 1020 | 947  |
|               | 2017 | 2018 | 2023 |